# Tita Coel
Tita Coello, más conocida como Tita Coel (Galicia, España; 23 de marzo de 1949) es una ex vedette, bailarina y actriz española nacionalizada argentina.

## Carrera
Nacida en Galicia, España desde su infancia vino a la Argentina instalándose junto a su familia en la provincia de Buenos Aires. Hizo sus estudios en la Universidad Nacional de La Matanza. Coel se destacó en el medio revisteril gracias a su escultural figura y atractivos dotes que le permitieron lucirse como media vedette junto a grandes capocómicos de aquel momento. Generalmente compartió cartel con su hermana, la también vedette Isabel Coel.
En teatro comenzó a los 16 años en el Teatro Maipo donde trabajó consecutivamente hasta los años setenta. Luego viajó a España al Teatro Calderón de Barcelona junto a su hermana eran las segundas vedettes de la compañía de & el rojo en ellos trabajaron  Joe Rígoli, Alfonso Lussón, Rocky Pontoni y Eber Lobato. Al terminar esa temporada en el Calderón Viajó con un grupo que las llamaba junto a su hermana las Fascination Review.Con ese grupo trabajaron en los mejores casinos de Europa, en los shows internacionales como el casino de estoril ahí con Jean-Paul Cara. Viajaron por Francia por Italia en el Casino Municipal de San Remo junto a Domenico Modugno, entre otros,  en el Casino de Aosta en la parte Suizo italiana con Milva, de ahí viajaron al Casino Campione d'Italia, y  por la Costa Amalfitana con el mismo grupo donde trabajaron en el Praiano Positano Amalfi, luego volvieron a Roma y viajaros al Casino Manparnes en Atenas Grecia, y de allí a Madrid y Buenos Aires, Argentina.
Estuvo trabajando como vedette con grupos de bailarines en países como “Grecia”, “Suiza”, “Italia”, “Francia”, “Portugal”, “España”, “Paraguay”, “Uruguay” y “Argentina”.
En cine trabajó en películas como Mosaico (1968) con dirección de Néstor Paternostro con Federico Luppi y Perla Caron; La casa de Madame Lulú, dirigida por Julio Porter y protagonizada por Enzo Viena y Libertad Leblanc; en 1973 trabajó en Los doctores las prefieren desnudas y Los caballeros de la cama redonda (1973) dirigida por Gerardo Sofovich, junto a Alberto Olmedo, Jorge Porcel y Tristán. En 1974  trabajó en la apertura de la película Hay que romper la rutina encabezada por la dupla Porcel-Olmedo con dirección de Enrique Cahen Salaberry ;”Coche cama alojamiento” dirigida por “Julio Porter”. En 1975 actúa y baila junto a Adrián Zambelli en la película Mi novia el... con Alberto Olmedo y Susana Giménez.
En televisión trabajó en el programa musical Alta tensión por donde descollaron su talento figuras como Facundo Cabral.También trabajó en otros ciclos cómicos Gánele a Calígula, La revista dislocada y No toca botón.
En teatro participó en obras como La Revista de Oro, La revista somos nosotros , Las 40 Primaveras y Frescos y Fresquitas'.

## Filmografía
- 1975: Mi novia el... como Bailarina
- 1974: Hay que romper la rutina como Bailarina en la apertura .
- 1973: Los doctores las prefieren desnudas como Enfermera Leticia.
- 1973: Los caballeros de la cama redonda como Chichi.
- 1968: La casa de Madame Lulú.
- 1968: Mosaico.

## Televisión
- 1981: No toca botón.
- 1971/1974: Alta tensión.
- 1970: La revista dislocada.
- 1969: Gánele a Calígula.

## Teatro
- 1975: La revista somos nosotros, con Adolfo García Grau, Carlitos Scazziotta, Gogó Andreu, Nury Cid, Tristán, Alberto Irízar, Tini Araujo e Isabel Coel.
- 1975: En el Astros las estrellas con Jorge Porcel, Susana Giménez, Vicente Rubino, Gogó Andreu, Tristán, Adolfo García Grau, Alberto Irízar, entre otros.
- 1974: La Revista de Oro, de Gerardo Sofovich (Teatro Astros) con Jorge Porcel, Nélida Roca, Susana Giménez, Alfredo Barbieri, Don Pelele, Nelly Láinez, Vicente Rubino, Fidel Pintos, Carlos Scazziotta, Alberto Irízar, Mario Sánchez, Karen Mails e Isabel Coel, Mirtha Amat y Rorian Zambelli.
- 1973: Frescos y fresquitas, con Alfredo Barbieri, María Rosa Fugazot, Karen Mails, Moria Casán, Isabel Coel, Carlitos Scazziotta, Alberto Irizar, Mario Sánchez, Sonia Grey, Julia Alson, Raquel Álvarez, Karina Lester, Alfredo Kier, Alfonso Pícaro, Mirta Amat, Alejandro Maurín y Mamina Vane, entre otros.
- 1973: En vivo y en desnudo, en el Teatro Astros, con Don Pelele, Fidel Pintos, Olinda Bozán, Alfredo Barbieri, Vicente Rubino, Susana Brunetti, Tristán, Mariquita Gallegos, Mario Sánchez, Carlos Scazziotta y Tita Merello.
- 1968: Las 40 Primaveras - Teatro Maipo junto a Osvaldo Pacheco, Zaima Beleño, Jorge Porcel, Juan Carlos Altavista, Pochi Grey, Larry Dixon, Adriana Parets, Pedro Sombra, El Cuarteto Federico Grela, Ada Zanet, Gloria Prat, Lizzy Lot, Gladys Lorens, Yeli Denoyer, Sonia Grey, Ginette, Violeta Rivas, Néstor Fabián, Daniel Riolobos y Los Cinco Latinos.
- 1968: Minifalditis, en el Teatro Maipo, con Rafael Carret, Zaima Beleño, Osvaldo Pacheco, Pochi Grey,Jorge Porcel, Thelma Tixou, Jovita Luna, Santiago Bal y Alberto Anchart.[5]
- 1968: Les cantamos las cuarenta con Don Pelele, Zaima Beleño, Osvaldo Pacheco, Vicente Rubino, Hilda Mayo, Tito Lusiardo, Pochi Grey, Pedro Sombra y Los Cinco Latinos.